# アブドル・アルハズラット
アブドル・アルハズラット (Abdul Alhazred) は、ハワード・フィリップス・ラヴクラフト（以下HPL）の一連のホラー小説、いわゆる「クトゥルフ神話」に登場する奇書「ネクロノミコン」の原著者とされる架空の人物。アブドゥル・アルハザードとも（どちらかというとこの表記の方が一般的である）。
8世紀アラビアの詩人・鬼神論者または妖術師である。狂えるアラブ人、アラビアの狂える詩人と呼ばれる。

## 概要

### 設定上の来歴
HPLが1927年に記した資料『ネクロノミコンの歴史』では、アルハズラットの生涯についての説明がある。基本設定として下記に要約を記す。
ウマイヤ朝の時代にイエメンのサナアで活躍した詩人とされ、ムスリムであったがイスラームやクルアーンの教えには関心を持っておらず、ヨグ＝ソトースやクトゥルフ等の旧支配者を信奉していた。伝説の円柱都市アイレムを見た、アラビア南部の砂漠にある無名都市の廃墟の地下で人類より古い種族の秘密の年代記を発見した、など信じ難い言動が多く、狂人と伝わっている。
西暦730年頃にシリアのダマスクスで「アル・アジフ」（ネクロノミコンのアラビア語原題）を著す。その最期については諸説あるが、一般的には738年、路上で白昼、衆人環視の中、不可視の怪物に貪り食われたと伝えられているという。ネクロノミコンという題名はアル・アジフがギリシャ語に翻訳される際につけられたもので、アルハズラットは関与していない。

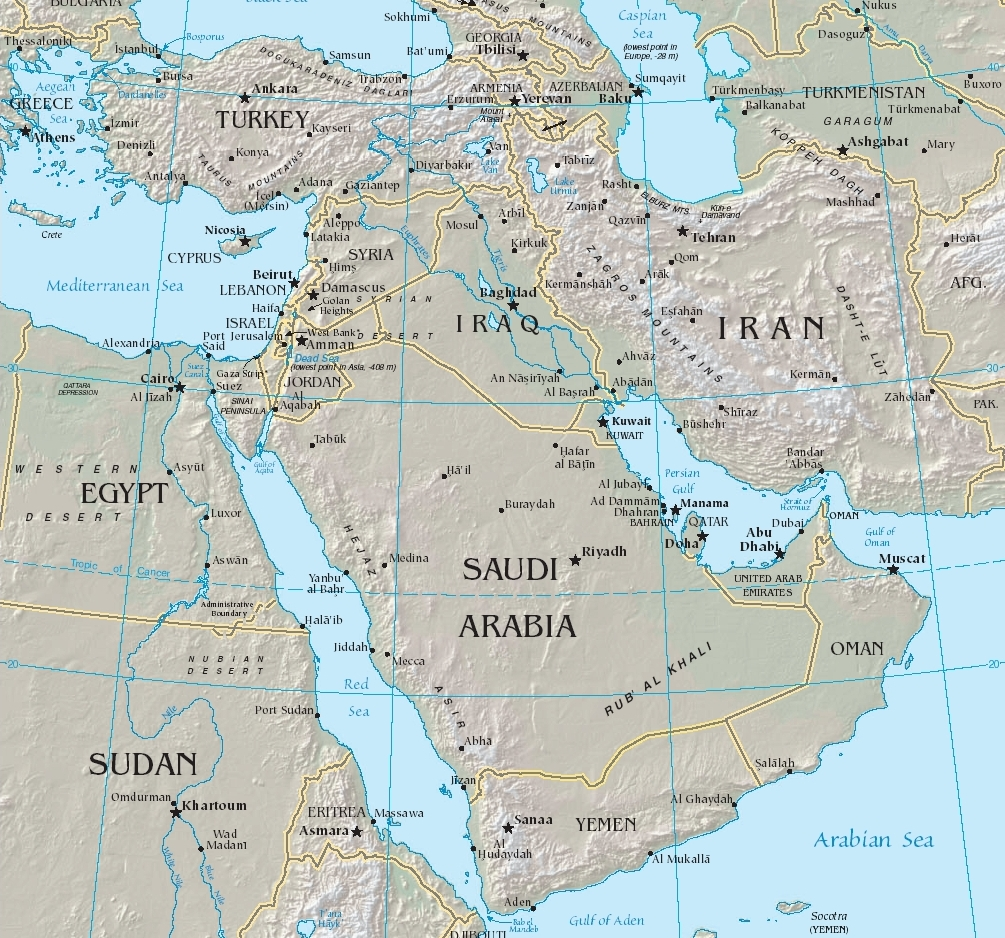
中東の地図

### 現実の作劇において
最初に、1922年作品『無名都市』に、ネクロノミコンからの引用文と彼の名前が登場する（この時点ではネクロノミコンの名前は出ず、引用文とアルハズラッドの名前が先行して登場している）。次の同年作品『魔犬』で、ネクロノミコンとアルハズラッドが結び付けられた説明がなされる。設定は1927年の『ネクロノミコンの歴史』で固まった。
後に、HPLの友人であったオーガスト・ダーレスが中心となって体系化されたクトゥルフ神話においては、ネクロノミコンとともに度々言及されている。彼を主人公・語り手とする作品もいくつかある。
- ダーレスの『永劫の探究』では、アルハザードは邪神の眷属に誘拐され無名都市で責め苦を受けて死んでおり、またアル・アジフに相当する直筆の草稿が現存している。

フランクリン・シーライトは、子孫のアラン・ハッサードを創造した。彼はアーカム・デイリー・ニュースの記者として深きものどもや旧支配者絡みの事件に度々関わり、それらの出来事はワトスン役の友人フランクリンの手によって小説の形で公表されている。

## 名前
HPL本人の説明によれば、この「アブドル・アルハズラット」と言う名前はHPLが5歳の時、アラビアンナイトを読んでアラブ人になりたがった頃に使っていたペンネームであり、「誰か大人の人につけてもらった」名前であるとしている。
アブドル（アブドゥル）という名前はアラビア語またはイスラム教圏で一般的な男性名の一部。語の造りから「アッラーのしもべ」のようなニュアンスの人名にあたり、命名コンセプトとしては欧米語圏における「クリスチャン（キリスト教徒＝神の子キリストを信奉する者）」に等しく、ごくありふれている。
英語圏ではアルハズラッド（Alhazred)という単語は、アラビア語語源のハザード（hazard 「偶然、危機、障害」；サイコロを意味するアラビア語アッザハル（az-zahr الزّهر）から）や警戒色の赤（red）を想起させるらしい。また語源的解釈として、アラビア語で「～の近くの場所、～の側、～の居場所」を表すハドラ（ḥaḍrah حضرة 、日本語の「御前さま」「御屋形さま」のように「わたしは～の近く/居場所にいる」と遠まわしに告げることで対象への敬意を表す）や、同じ語源のペルシア語およびトルコ語で宗教指導者に用いられる敬称ハズラット/ハズレット（hazrat حضرت / hazret）、あるいはアラビア語で「柵をめぐらす事、禁止する事」という意味のハズラ（ḥaẓraحظر ）などと関連付けられることもある。
またHPL研究家のS・T・ヨシの指摘によると、「アブドゥル・アルハザード」は冠詞をくり返している（ul Al）ためアラビア語としては誤りであり、文法的にはアブド＝エル・ハズレッドが正しいとのことである。

## 登場作品
- HPL：ネクロノミコンの歴史、無名都市、魔犬
- オーガスト・ダーレス：永劫の探究4部
  - HPL&ダーレス：アルハザードのランプ
- リン・カーター：カーター版ネクロノミコン（8短編）
- デイヴィッド・T・セイント・オールバンズ：師の生涯
- ドナルド・タイスン：ネクロノミコン アルハザードの放浪、アルハザード

## 類似キャラクター
クトゥルフ神話の文献の著者ということで、類似のキャラクターは何人もいる。CAスミスは「エイボンの書」と著者の魔道士エイボンを設定した。REハワードは「無名祭祀書」と著者のフォン・ユンツト、およびニューヨークの狂詩人ジャスティン・ジョフリを設定した。
またHPLの分身的なキャラクターとしても、ランドルフ・カーターやウォード・フィリップスなど複数の類似キャラクターがいる。